# Pseudobunaea sjoestedti
Pseudobunaea sjoestedti är en fjärilsart som beskrevs av Aurivillius 1893. Pseudobunaea sjoestedti ingår i släktet Pseudobunaea och familjen påfågelsspinnare. Inga underarter finns listade i Catalogue of Life.